# カトゥニ川

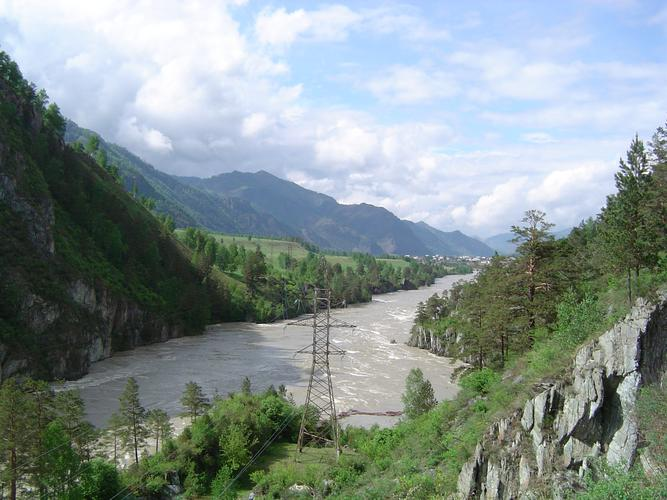
カトゥニ川上流（アルタイ共和国）

カトゥニ川（カトゥニがわ、英語: Katun、ロシア語: Катунь、南アルタイ語: Кадын）はロシアのアルタイ共和国およびアルタイ地方を流れる川である。ビイスクの南西19kmでビヤ川と合流してオビ川となる。
主な支流にアルグト川（Аргут）、チュヤ川（Чуя）、コクサ川（Пыжа）、セマ川（Сема）がある。
カトゥニ川の長さは688km、流域面積は60,900平方kmにおよぶ。水源はアルタイ山脈最高峰のベルーハ山（標高4,506m）南麓のカトゥニ氷河であり、その他800以上の氷河からの支流を持つ。
上流では針葉樹林帯の渓谷を抜け、カトゥニ山地の南側および西側からの多くの支流を合わせる。コクサ川合流点からの中流域では高い山のふもとのカラマツの多い地域を流れ、アルグト川やチュヤ川ほか氷河から流れてきた大きな支流を多数合わせる。スムルティ川（Сумульты）合流点より下の下流域では河岸段丘の多い谷間に入り、周囲はカラマツやマツが広がり、最終的にはステップに入る。上流から下流までの落差はおよそ2,000mあり、緑色の水のカトゥニ川と、白い泥色のビヤ川が合流した後のオビ川は、しばらく水が混じることなく緑色と白色のツートンカラーとなる。
流域では水銀が採取される。また発電用のダムもあり年発電量は310億kWhに達する。カトゥニ川は航行可能である。11月末から12月初旬に凍結し、4月上旬から半ばには解ける。